# Krasnyj Pachar (sielsowiet salnowski)
Krasnyj Pachar (ros. Красный Пахарь) – osiedle typu wiejskiego w zachodniej Rosji, w sielsowiecie salnowskim rejonu chomutowskiego w obwodzie kurskim.

## Geografia
Miejscowość położona jest w pobliżu rzeki Niemieda, 3 km od centrum administracyjnego sielsowietu salnowskiego (Salnoje), 10,5 km od centrum administracyjnego rejonu (Chomutowka), 125 km od Kurska.

## Demografia
W 2010 r. miejscowość zamieszkiwały 4 osoby.